# Adler-32
Adler-32 — хеш-функция, разработанная Марком Адлером. Является модификацией контрольной суммы Флетчера. Вычисляет значение контрольной суммы в соответствии с RFC 1950 для массива байт или его фрагмента. Данный алгоритм расчёта контрольной суммы отличается от CRC32 производительностью. Adler-32 используется в библиотеке Zlib. Rolling checksum версия функции используется в утилите rsync.

## История
Так же, как и в случае контрольной суммы Fletcher, при разработке суммы Adler стояла задача получения контрольной суммы с эффективностью обнаружения ошибок, сравнимой с CRC. Хотя показатели поиска ошибок контрольных сумм Adler и Fletcher практически такие же, как и у относительно слабых CRC, но в некоторых важных случаях они ведут себя гораздо хуже, чем хорошие CRC.

## Алгоритм
Контрольная сумма Adler-32 получается путём вычисления двух 16-битных контрольных сумм A и Б и конкатенации их бит в 32-битное целое. А равняется сумме всех байт в строке плюс один, а Б является суммой всех отдельных значений А на каждом шаге. В начале выполнения функции Adler-32 А инициализируется единицей, а Б — нулём. Суммы берутся по модулю 65521 (самое большое простое число, меньшее, чем 216). Байты записываются в сетевом порядке, Б занимает 2 старших байта.
Функция может быть выражена как:
```
 
A
 = 1 + 
D
1
 + 
D
2
 + ... + 
D
n
 (mod 65521)
 
B
 = (1 + 
D
1
) + (1 + 
D
1
 + 
D
2
) + ... + (1 + 
D
1
 + 
D
2
 + ... + 
D
n
) (mod 65521)
   = 
n
×
D
1
 + (
n
-1)
×
D
2
 + (
n
-2)
×
D
3
 + ... + 
D
n
 + 
n
 (mod 65521)

 
Adler-32
(
D
) = 
B
 
×
 65536 + 
A
```

где D — строка байт, для которых должна быть вычислена контрольная сумма, а n — длина D.

## Пример
Значение Adler-32 для ASCII строки «Wikipedia» вычисляется следующим образом:
```
   ASCII code          A                   B
   
(в десятиричном виде)

   W: 87           1 +  87 =  88        0 +  88 =   88
   i: 105         88 + 105 = 193       88 + 193 =  281
   k: 107        193 + 107 = 300      281 + 300 =  581
   i: 105        300 + 105 = 405      581 + 405 =  986
   p: 112        405 + 112 = 517      986 + 517 = 1503
   e: 101        517 + 101 = 618     1503 + 618 = 2121
   d: 100        618 + 100 = 718     2121 + 718 = 2839
   i: 105        718 + 105 = 823     2839 + 823 = 3662
   a: 97         823 +  97 = 920     3662 + 920 = 4582

   A = 920  =  398 
hex
  (base 16)
   B = 4582 = 11E6 hex

   Output = 300286872 = 11E60398 hex
```

Операция сложения по модулю не даёт никакого эффекта в этом примере, так как ни одно из значений не достигло 65521.

## Сравнение с контрольной суммой Fletcher
Алгоритм вычисления контрольной суммы Adler идентичен алгоритму вычисления суммы Fletcher за исключением некоторых отличий. Первое отличие состоит в том, что в случае функции Adler сумма А инициализируется значением 1. Второе отличие между двумя алгоритмами в том, что сумма в алгоритме Adler-32 вычисляется по модулю простого числа 65521, когда как суммы Fletcher вычисляются по модулю {\displaystyle 2^{4}}-1, {\displaystyle 2^{8}}-1, {\displaystyle 2^{16}}-1 (в зависимости от используемого количества бит), которые являются составными числами. Это изменение в алгоритме было сделано с целью достижения лучшего перемешивания бит. Использование простого числа позволяет функции Adler-32 замечать различия в некоторых комбинациях байт, которые функция Fletcher не способна зафиксировать. Третье отличие, которое наиболее сильно влияет на скорость алгоритма, заключается в том, что суммы функции Adler-32 вычисляются над 8-битными, а не над 16-битными словами, что приводит к удвоению числа итераций цикла. Это приводит к тому, что вычисление контрольной суммы Adler-32 занимает от полутора до двух раз большее количество времени, чем контрольная сумма Fletcher для данных, разбитых на 16-битные слова. Для данных, разбитых на байты, Adler-32 работает быстрее, чем алгоритм Fletcher.
Хотя контрольная сумма Adler не определена официально для других длин слов данных, можно использовать самое большое простое целое меньшее 24=16 и 28=256, чтобы реализовать 8- и 16-битные контрольные суммы Adler для целей сравнения. Имея похожий алгоритм, контрольная сумма Adler имеет схожую производительность с суммой Fletcher. Все 2-битные ошибки обнаружены для слов данных длиной меньше, чем M*(k/2) бит, где k — размер контрольной суммы, M равняется модулю суммы Adler. Как и в случае с контрольной суммой Fletcher, наихудшее значение вероятности необнаруженной ошибки наблюдается при одинаковом количестве нулей и единиц в каждом блоке данных. Adler-8 и Adler-16 обнаруживают все групповые ошибки длиной меньше, чем k/2 бит. Adler-32 обнаруживает все групповые ошибки длиной не более 7 бит. Рисунок1 показывает зависимость вероятности необнаруженных ошибок для контрольных сумм Adler и Fletcher для частоты битовых ошибок 10−5.

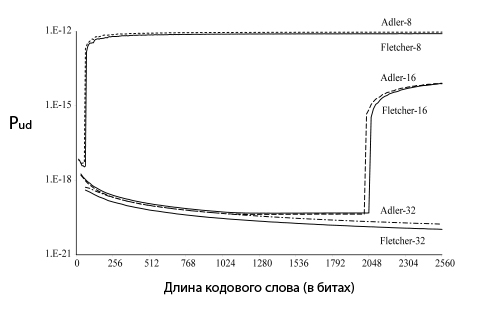
Рисунок1 Вероятность необнаруженных ошибок для контрольных сумм Adler и Fletcher для частоты битовых ошибок 10^{−5}.

Лучшее перемешивание бит, которое обеспечивает контрольная сумма Adler, должно было привести к лучшим показателям поиска ошибок, чем у суммы Fletcher. Но, как показывает RFC 3385, Fletcher-32 работает лучше, чем Adler-32 на 8 KB. Контрольная сумма Adler превосходит сумму Fletcher только в случае 16-битных контрольных сумм, и при этом только в той области этих сумм, где расстояние Хэмминга равно 3. Проблема в том, что, несмотря на то, что простое число, использованное в качестве модуля операции, приводит к лучшему перемешиванию бит, в результате получается меньшее количество правильных значений проверочных контрольных сумм, доступных для кодовых слов. В большинстве случаев это сводит на нет положительный эффект лучшего перемешивания. Таким образом, контрольная сумма Fletcher превосходит сумму Adler во всех случаях, кроме суммы Adler-16, применяемой к коротким словам данных. Даже увеличение эффективности поиска ошибок, возможно, не стоит увеличения вычислительных накладных расходов, к которым приводит использование модульных операций.

## Сравнение с другими контрольными суммами
Авторы RFC 3385 провели сравнение эффективности обнаружения ошибок. Свод полученных ими результатов представлен в таблице:

| Алгоритм    | d | Block | i/byte | Tsize | T-look | Pudb  | Puds  |
| ----------- | - | ----- | ------ | ----- | ------ | ----- | ----- |
| Adler-32    | 3 | 219   | 3      | -     | -      | 10−36 | 10−35 |
| Fletcher-32 | 3 | 219   | 2      | -     | -      | 10−37 | 10−36 |
| IEEE-802    | 3 | 216   | 2.75   | 218   | 0.5/b  | 10−41 | 10−40 |
| CRC32C      | 3 | 231−1 | 2.75   | 218   | 0.5/b  | 10−41 | 10−40 |

В таблице: d — минимальное расстояние на блоке длины Block, Block — длина блока в битах, i/byte — количество программных инструкций, приходящихся на байт, Tsize — размер таблицы (в случае, если необходим просмотр), T-look — число просмотров на байт, Pudb — вероятность необнаруженных групповых ошибок, Puds — вероятность необнаруженных единичных ошибок.

Вероятности необнаруженных ошибок в таблице, приведённой выше, вычислены в предположении равномерной распределённости данных.

## Преимущества и недостатки
«Хорошая» хеш-функция отличается более-менее равномерным распределением вычисленных значений. Очевидно, что Adler-32 не удовлетворяет этому требованию для коротких данных (максимальное значение A для 128-байтного сообщения равняется 32640, которое меньше, чем 65521 — число, по которому берется операция модуля). Из-за этого недостатка разработчики протокола SCTP предпочли этому алгоритму CRC32, так как в сетевом протоколе необходимо хеширование коротких последовательностей байт.
Точно как и для CRC32, для Adler-32 можно легко сконструировать коллизию, то есть для данного хеша найти другие исходные данные, имеющие то же значение функции.
Имеет преимущество над CRC32 в том, что она быстрее вычисляется программными средствами.

## Пример реализации на языке C
Простой реализацией алгоритма на языке Си является следующий код:
```
uint32_t
 
adler32
(
 
const
 
unsigned
 
char
*
 
buf
,
 
size_t
 
buf_length
 
)

{

    
uint32_t
 
s1
 
=
 
1
;

    
uint32_t
 
s2
 
=
 
0
;

  

    
while
(
 
buf_length
--
 
)

    
{

        
s1
 
=
 
(
 
s1
 
+
 
*
(
 
buf
++
 
)
 
)
 
%
 
65521
;

        
s2
 
=
 
(
 
s2
 
+
 
s1
 
)
 
%
 
65521
;

    
}

    
return
 
(
 
s2
 
<<
 
16
 
)
 
+
 
s1
;

 
}

```

Эффективную реализацию смотрите в коде библиотеки zlib.

## Adler-32 в других языках программирования
- В Java существует класс java.util.zip.Adler32, реализующий алгоритм.[1]
- В стандартной библиотеке D, std.zlib : adler32

- В Perl существует Digest::Adler32, см. CPAN.[2]
- Частная реализация для Python.[3]
- В PHP доступна через функцию hash()
- Для Erlang доступны несколько встроенных функций (BIF) adler32(…)
- Для Go доступна в стандартной библиотеке «hash/adler32»